# Urupá
Urupá är en kommun i Brasilien.   Den ligger i delstaten Rondônia, i den centrala delen av landet, 1 600 km väster om huvudstaden Brasília. Antalet invånare är 12 969.
Omgivningarna runt Urupá är huvudsakligen savann. Runt Urupá är det glesbefolkat, med 20 invånare per kvadratkilometer.